# NRG (ロケットリーグ)
NRG（エヌアールジー）は、カリフォルニア州ロサンゼルスに本社を置くアメリカのプロeスポーツ組織。2016年設立。

## 略歴
2016年に設立。以前は「NRG Esports」や「The General NRG」という名称で知られていたが、後にNBAのチームである「サクラメント・キングス」の共同所有者がTeam coastのLeague of LegendsのLCSスポットを買収し、今に至る。